# Frontera entre Argelia y Níger
La frontera entre Argelia y Níger es el límite que separa Argelia y Níger, de una longitud de 951 km. Su trazado está ubicado de lleno en el Sáhara, siendo heredada de la colonización francesa. El trazado fue definitivamente aceptado por la ratificación argelina el 28 de mayo de 1983 de la convención de delimitación entre ambos países, firmada el 5 de enero de 1983 por Brahim Aïssa, embajador de Argelia en Niamey, y el presidente nigerino Seyni Kountché.
- El primer trazado de la frontera entre Argelia y sus vecinos del sur data del 7 de abril de 1905,[1] si bien no se trataba  de un tratado internacional propiamente dicho sino de una convención demarcadora de los territorios franceses, firmada entre el ministro de las colonias Étienne Clémentel (que representan al África Occidental Francesa) y el ministro del interior, Eugène Étienne (que representa a la Argelia Francesa, y por otra parte diputado de Orán). La división administrativa se efectuó como consecuencia de informes de los coroneles Lapérinne y Ronget.

- El 20 de junio de 1909 se firmó la convención de Niamey que modificó el trazado de la frontera. El acuerdo fue corregido el 16 de agosto de 1909, Argelia recuperó una parte del Tassili n'Ajjer e In Guezzam. La convención fue aprobada por decisión del presidente del consejo (Aristide Briand), el 16 de agosto de 1911.[2]

## Trazado
La frontera argelino-nigerina está materializada por 12 hitos a lo largo de sus 951 km, que siguen tres rectas entre los puntos geográficos 4° 16' 0" este - 19° 8' 44" norte y 11° 59' 54" este - 23° 30' 54" norte.
- Inicia en la triple frontera entre Argelia, Malí y Níger de la que parte en dirección noreste sobre 165 km hasta la Carretera Nacional 1, 15 km al sur de In Guezzam.
- Después sigue otra línea sobre 230 km hasta un punto situado tres kilómetros al norte de los pozos de In Azaoua.
- Finalmente se prosigue a lo largo de una tercera recta de 560 km hasta el trifinio entre Argelia, Níger y Libia al nivel del macizo del Gharat Dhireout El Djmel en el parque nacional de Tassili n'Ajjer.